# سبنسر براون
سبنسر براون (بالإنجليزية: Spencer Brown)‏ هو لاعب اتحاد الرغبي بريطاني، ولد في 11 يوليو 1973.